# Переход через Бельты
Переход через Бельты (швед. Tåget över Bält) — военная операция шведской армии во время датско-шведской войны 1657—1658 годов, проводившаяся 30 января — 8 февраля 1658 года. В результате успеха этой рискованной операции шведы вынудили датчан согласиться на подписание мирного договора.

## Предыстория
Во время Северной войны 1655—1660 годов шведский король Карл X Густав увяз в боевых действиях в Польше. Датский король Фредерик III увидел в этом хороший повод вернуть территории, потерянные Данией в ходе предыдущей войны. Карл X, получивший 20 июня в глубине Польши известие о войне с Данией, предпринял форсированный марш, и уже 1 июля был у Штеттина. 18 июля прекрасно вооружённые шведские войска во главе с королём подошли к голштинской границе. В конце июля король был уже в Ютландии, заняв её целиком. 25 августа шведские войска подошли к Фредриксодде — новой датской крепости на восточном побережье Ютландии, которую оборонял гарнизон из 8 тысяч человек. Генерал Карл-Густав Врангель два месяца осаждал крепость и 24 октября взял её ночной атакой.
Взяв под контроль всю Ютландию, шведский король начал готовиться к атаке датских островов. В середине декабря резко понизилась температура, и проливы между островами замёрзли, сделав невозможным десант с кораблей. Король отправил инженера Эрика Дальберга проверить, выдержит ли лёд кавалерию и артиллерию, и Дальберг, проведя исследования, сообщил, что переход по льду возможен.

## Ход операции

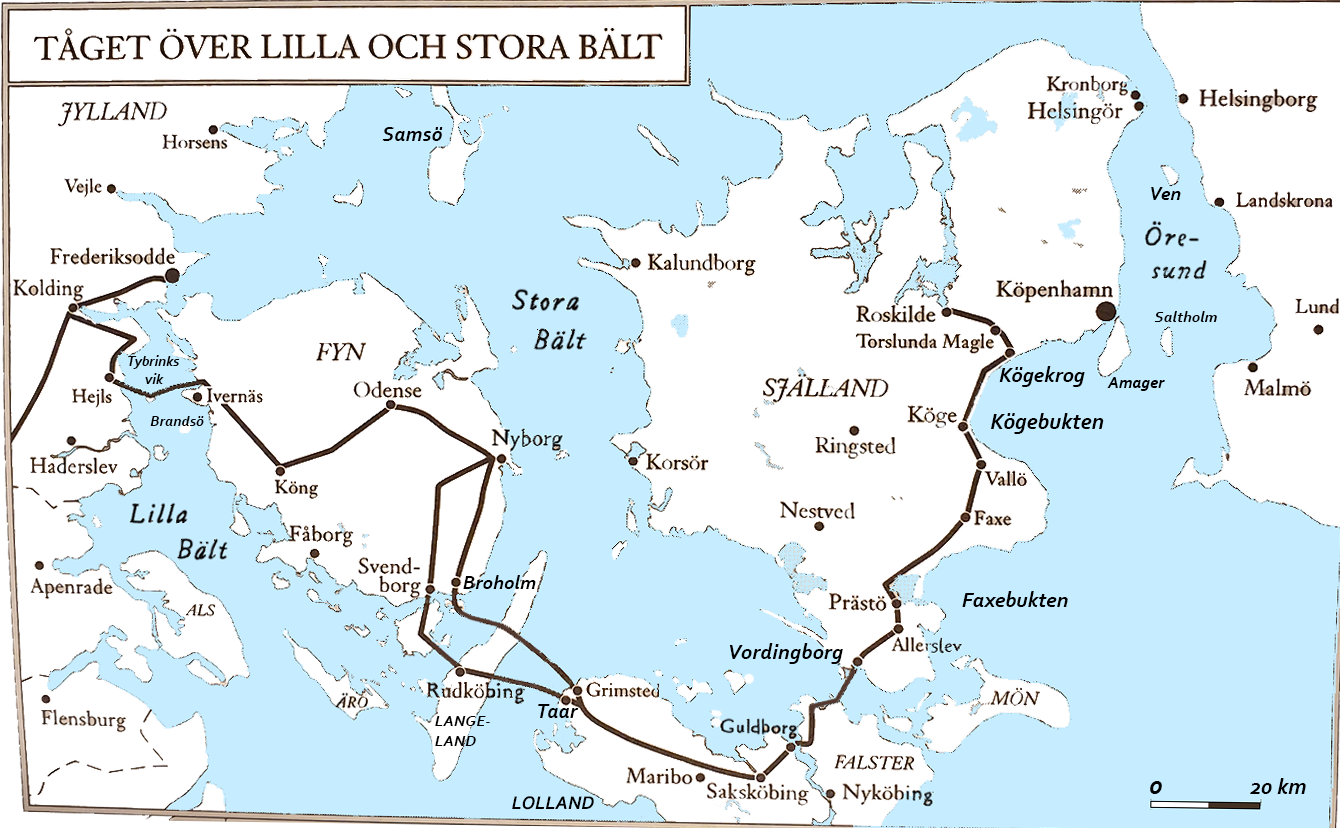
Схема перехода

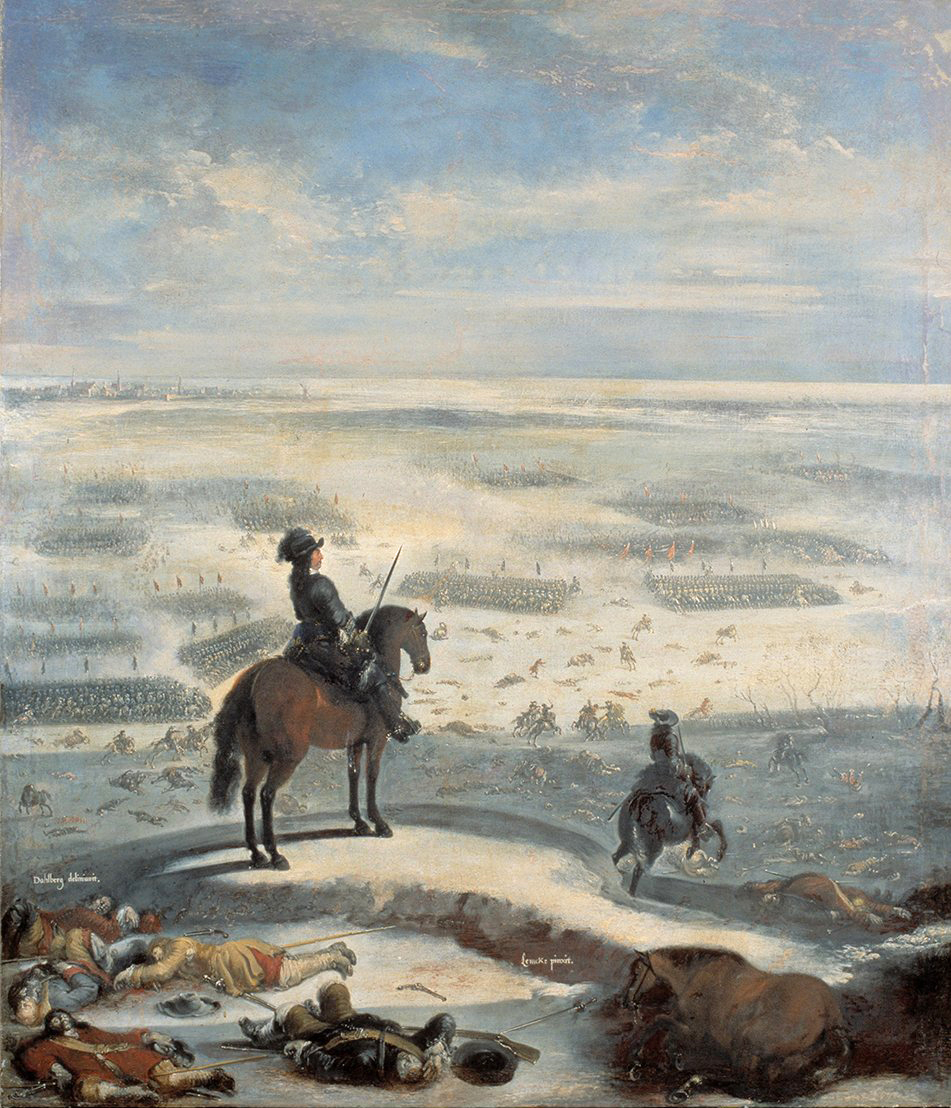
И. Ф. Лемке. Переход через Большой Бельт

Рано утром 30 января 1658 года армия была выстроена в линию, чтобы пересечь Малый Бельт и достичь Фюна. Армия состояла из 9000 кавалеристов и 3000 пехоты. Лёд трещал под ногами, иногда вода доходила до колен, но войска двигались вперёд. У берегов Фюна около 3 тысяч датчан попытались атаковать шведскую армию, но были быстро разбиты, и шведы достигли острова.
Встал вопрос о том, как безопаснее перейти Большой Бельт чтобы достичь Зеландии. Вновь посланный на разведку Дальберг предложил идти не напрямик, а более длинным маршрутом, через Лангеланн и Лолланн. В ночь на 5 февраля король двинулся по льду с кавалерией и днём достиг Лолланна; пехота и артиллерия последовали за ними на следующий день. 8 февраля шведы были уже на берегу Зеландии. 15 февраля после форсированного марша шведские войска достигли окраин Копенгагена. Датчане, считавшие, что шведы перейдут в наступление не ранее весны, запаниковали и начали переговоры о мире.

## Результаты
Рискованная операция шведов увенчалась полным стратегическим успехом. Застигнутая врасплох Дания была вынуждена подписать унизительный Роскилльский мир. В память об этом переходе Карл X Густав приказал отчеканить медаль с латинской надписью Transitus gloriosus maris Baltici, d. 7, Feb. 1658 с одной стороны и Natura hoc debuit uni — с другой.

## В культуре
- Поэма «Переход через Бельт» Густава Фредерика Гилленборга
- Серия картин Иоганна Филиппа Лемке
- Песня «March Across The Belts» группы «Civil War»
- Переход через Бельты упоминается в припеве песни «Livgardet» шведской группы «Sabaton»